# Deforestación en Madagascar

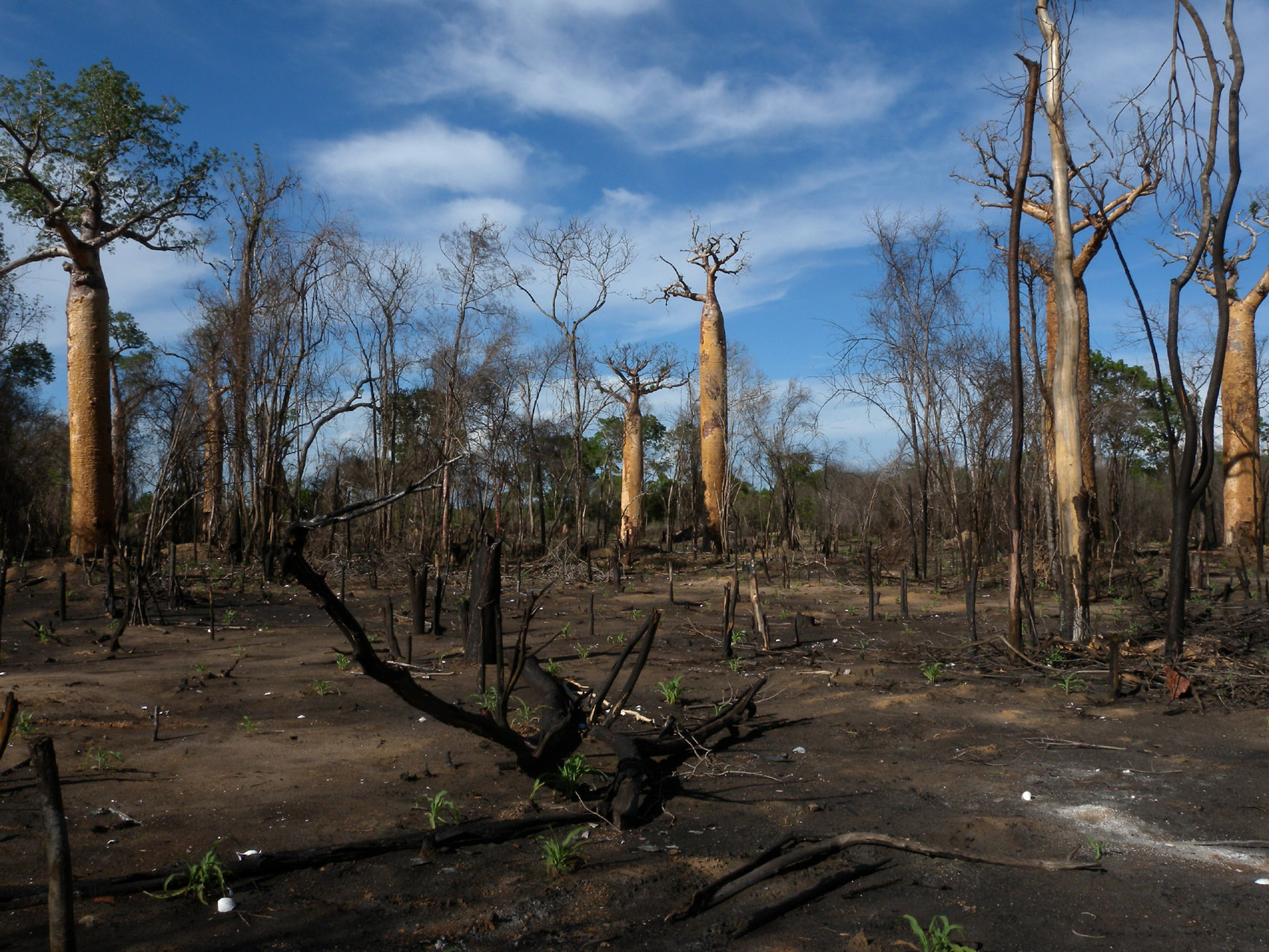
Deforestación en la región de Morondava.

La deforestación en Madagascar es un problema ambiental. La deforestación da lugar a la desertificación, la degradación de los recursos de agua, la erosión de la biodiversidad y la pérdida de hábitat y del suelo.
Se afirma con frecuencia que Madagascar ha perdido entre el 80 y 90 % de su cubierta forestal, pero esta afirmación es difícil de probar y no está apoyado por evidencias. La explotación forestal industrial durante la monarquía Merina y el colonialismo francés también contribuyó a la pérdida de bosques. La mayoría de bosques de Madagascar se han convertido en áreas desoladas donde se cultiva el maíz.
La deforestación y la desertificación resultante, la degradación de los recursos hídricos y la pérdida de suelo ha afectado aproximadamente al 94 % de las tierras biológicamente productivas de Madagascar. La mayor parte de esta pérdida ha ocurrido desde la independencia de Francia, y ocurre porque los habitantes locales usa prácticas agrícolas de tala y quema mientras intentan subsistir. Debido en gran parte a la deforestación, actualmente el país no puede proporcionar alimentos, agua potable y saneamiento adecuados para su población en rápido crecimiento.

## Tala ilegal
La tala ilegal en Madagascar ha sido un problema desde hace décadas. A menudo se da como una tala selectiva, el comercio se ha visto impulsado por la alta demanda. Históricamente, la tala y exportación de madera en Madagascar ha sido regulada por el gobierno, aunque esta actividad se prohibió explícitamente en las áreas protegidas, en el año 2000.

## Reforestación
A pesar de la tendencia a la deforestación, la cubierta forestal está aumentando en algunas partes del país, con especies introducidas como eucaliptos, pinos (P. kesiya, P. patula), aromo (Acacia dealbata) o Grevillea banksii, entre otras. Algunos de estos árboles son plantados por agricultores; otros se han convertido en especies invasoras. La reforestación de eucaliptos, pinos y acacias ha ido aumentando en la parte de la sierra central.